# Kakelugnsgölen
Kakelugnsgölen är en sjö i Eksjö kommun i Småland och ingår i Emåns huvudavrinningsområde. Kakelugnsgölen ligger i Kakelugnsmossens Natura 2000-område.